# Tre dage ved Panne 2016
Tre dage ved Panne 2016 var den 40. udgave af det belgiske etapeløb Tre dage ved Panne. Løbet var en del af UCI Europa Tour 2016. Lieuwe Westra vandt løbet samlet.

## Hold og ryttere
| 11 UCI World Teams | 11 UCI World Teams | 11 UCI World Teams | 11 UCI World Teams | 11 professionelle kontinentalhold | 11 professionelle kontinentalhold | 11 professionelle kontinentalhold | 11 professionelle kontinentalhold |
| ------------------ | ------------------ | ------------------ | ------------------ | --------------------------------- | --------------------------------- | --------------------------------- | --------------------------------- |
| AST                | Astana Pro Team    | LAM                | Lampre-Merida      | BAR                               | Bardiani CSF                      | ONE                               | ONE Pro Cycling                   |
| BMC                | BMC Racing Team    | LTS                | Lotto-Soudal       | BOA                               | Bora-Argon 18                     | ROP                               | Roompot-Oranje Peloton            |
| CPT                | Cannondale         | OGE                | Orica-GreenEDGE    | COF                               | Cofidis                           | STH                               | Southeast-Venezuela               |
| EQS                | Etixx-Quick Step   | SKY                | Team Sky           | DEN                               | Direct Énergie                    | SSG                               | Stölting Service Group            |
| FRA                | FDJ                | TNK                | Tinkoff            | GAZ                               | Gazprom-RusVelo                   | TSV                               | Topsport Vlaanderen-Baloise       |
| KAT                | Team Katusha       |                    |                    | NIP                               | Nippo-Vini Fantini-Europa Ovini   |                                   |                                   |

### Danske ryttere
- Michael Mørkøv kørte for Team Katusha
- Lars Bak kørte for Lotto-Soudal
- Jakob Fuglsang kørte for Astana Pro Team
- Matti Breschel kørte for Cannondale
- Magnus Cort kørte for Orica-GreenEDGE
- Martin Mortensen kørte for ONE Pro Cycling
- Lasse Norman Hansen kørte for Stölting Service Group
- Alexander Kamp kørte for Stölting Service Group
- Mads Pedersen kørte for Stölting Service Group
- Michael Reihs kørte for Stölting Service Group
- Michael Carbel kørte for Stölting Service Group

## Etaperne
| Etape      | Dato     | Start – Mål         | type          | Afstand (km) | Etapevinder        | Førende rytter     |
| ---------- | -------- | ------------------- | ------------- | ------------ | ------------------ | ------------------ |
| 1. etape   | 29. mar. | De Panne – Zottegem | kuperet etape | 198,2        | Alexander Kristoff | Alexander Kristoff |
| 2. etape   | 30. mar. | Zottegem – Koksijde | flad etape    | 211,1        | Elia Viviani       | Alexander Kristoff |
| 3. a etape | 31. mar. | De Panne – De Panne | flad etape    | 111,5        | Marcel Kittel      | Alexander Kristoff |
| 3. b etape | 31. mar. | De Panne – De Panne | enkeltstart   | 14,2         | Maciej Bodnar      | Lieuwe Westra      |

## Trøjernes fordeling gennem løbet
| Etaper | Vinder             | Førertrøjen        | Pointtrøjen        | Bjergtrøjen  | Sprinttrøjen     | Holdkonkurrencen |
| ------ | ------------------ | ------------------ | ------------------ | ------------ | ---------------- | ---------------- |
| 1      | Alexander Kristoff | Alexander Kristoff | Alexander Kristoff | Loïc Vliegen | Danny van Poppel | Astana Pro Team  |
| 2      | Elia Viviani       | Alexander Kristoff | Alexander Kristoff | Loïc Vliegen | Danny van Poppel | Astana Pro Team  |
| 3a     | Marcel Kittel      | Alexander Kristoff | Alexander Kristoff | Loïc Vliegen | Danny van Poppel | Astana Pro Team  |
| 3b     | Maciej Bodnar      | Lieuwe Westra      | Alexander Kristoff | Loïc Vliegen | Danny van Poppel | Astana Pro Team  |
| Samlet | Samlet             | Lieuwe Westra      | Alexander Kristoff | Loïc Vliegen | Danny van Poppel | Astana Pro Team  |

## Resultater
|    | Rytter             | Hold                   | Tid      |
| -- | ------------------ | ---------------------- | -------- |
| 1  | Lieuwe Westra      | Astana Pro Team        | 12:08.19 |
| 2  | Alexander Kristoff | Team Katusha           | + 13     |
| 3  | Aleksej Lutsenko   | Astana Pro Team        | + 16     |
| 4  | Tony Martin        | Etixx-Quick Step       | + 35     |
| 5  | Sylvain Chavanel   | Direct Énergie         | + 59     |
| 6  | Luke Durbridge     | Orica-GreenEDGE        | + 1.04   |
| 7  | Stefan Küng        | BMC Racing Team        | + 1.06   |
| 8  | Mads Pedersen      | Stölting Service Group | + 1.19   |
| 9  | Nils Politt        | Team Katusha           | + 1.19   |
| 10 | Johan Le Bon       | FDJ                    | + 1.19   |